# Fiat 500
Fiat 500 (Cinquecento) foi um modelo de minicarro produzido pela Fiat na Italia, entre 1957 e 1975. Criado por Dante Giacosa, o carro utiliza a sigla ZFA 110 para a versão sedã e ZFA 120 para a versão Giardiniera.
Lançado como Nuova (novo) 500 em julho de 1957, como sucessor do 500 "Topolino", era um carro pequeno, barato e prático. Medindo 2,97 metros de comprimento e originalmente equipado com um motor de dois cilindros de 479 cc montado na traseira, refrigerado a ar, o 500 era 24,5 centímetros menor que o Fiat 600, lançado dois anos antes, e é considerado um dos primeiros citadinos projetados especificamente.
Em 1959, Dante Giacosa recebeu um prêmio de design industrial Compasso d'Oro pelo Fiat 500. Isso marcou a primeira vez que um Compasso d'Oro foi concedido a um fabricante automotivo.

## História
Em 1936, a Fiat lançou o carro popular Fiat 500 "Topolino" com motor dianteiro. Em 1949, para atender às demandas do mercado do pós-guerra, a produção foi retomada como o 500C com a dianteira e traseira da carroceria revisadas. Inicialmente, ele tinha apenas uma carroceria cupê de 2 portas com teto solar, como antes da guerra, que mais tarde foi complementada por uma versão perua, oferecendo importantemente algum espaço para assentos traseiros valorizado pela família. Ambos continuaram até 1957, quando foram substituídos por um carro totalmente novo e mais leve. O novo carro tinha um motor montado na traseira, no padrão do Volkswagen Fusca, assim como seu irmão maior, o Fiat 600 de 1955. Vários fabricantes de automóveis seguiram a até então incomum configuração de motor traseiro e tração traseira na época e foram bastante bem-sucedidos. A partir de outubro de 1961, uma versão "Neckar" do 500 foi fabricada em Heilbronn, na Alemanha, sob um acordo complicado envolvendo a NSU Motorenwerke AG, e a Steyr-Puch produziu uma versão do Fiat 500 sob licença em Graz, na Áustria.
Apesar do seu tamanho muito pequeno, o 500 provou ser um veículo extremamente prático com grandes vendas em toda a Europa. Além do sedã de duas portas, ele também estava disponível como a perua "Giardiniera"; esta variante apresentava o motor padrão deitado de lado, a distância entre eixos alongada em 10 cm para fornecer um assento traseiro mais conveniente, um teto solar de comprimento total e freios maiores do Fiat 600.
Modelos esportivos foram produzidos pela Abarth, assim como pela Giannini. Uma variante austríaca, produzida pela Steyr-Daimler-Puch, o Steyr-Puch 500 de 1957–1973, tinha um motor boxer de dois cilindros Puch, um modelo esportivo do qual era o Steyr-Puch 650 TR2 de 1965–1969.
A produção do 500 terminou em 1975, embora seu substituto, o Fiat 126, tenha sido lançado dois anos antes. O 126 não foi tão bem-sucedido quanto seu antecessor na Itália, mas vendeu bem nos países do Bloco Oriental, sendo montado e fabricado na Polônia como um Polski Fiat. O Fiat 500 tem um Cx (coeficiente de resistência aerodinâmica) de 0,38, um desempenho muito bom para sua época.
Em 2006, a revista Top Gear elegeu o Fiat 500 como "o carro mais sexy"
Em 2007, no 50º aniversário do lançamento do Nuova 500, a Fiat lançou outro novo 500, estilisticamente inspirado no Nuova 500 de 1957, porém com motor dianteiro e tração dianteira.
Em 2017, a Fiat comemorou o 60º aniversário com uma exposição no Museu de Arte Moderna de Nova Iorque e recebeu um dos prêmios Corporate Art Awards da pptArt em um evento organizado pelo Presidente da República Italiana, Sergio Mattarella, no Palácio do Quirinal.

## Modelos

### Nuova 500 (1957–1960)

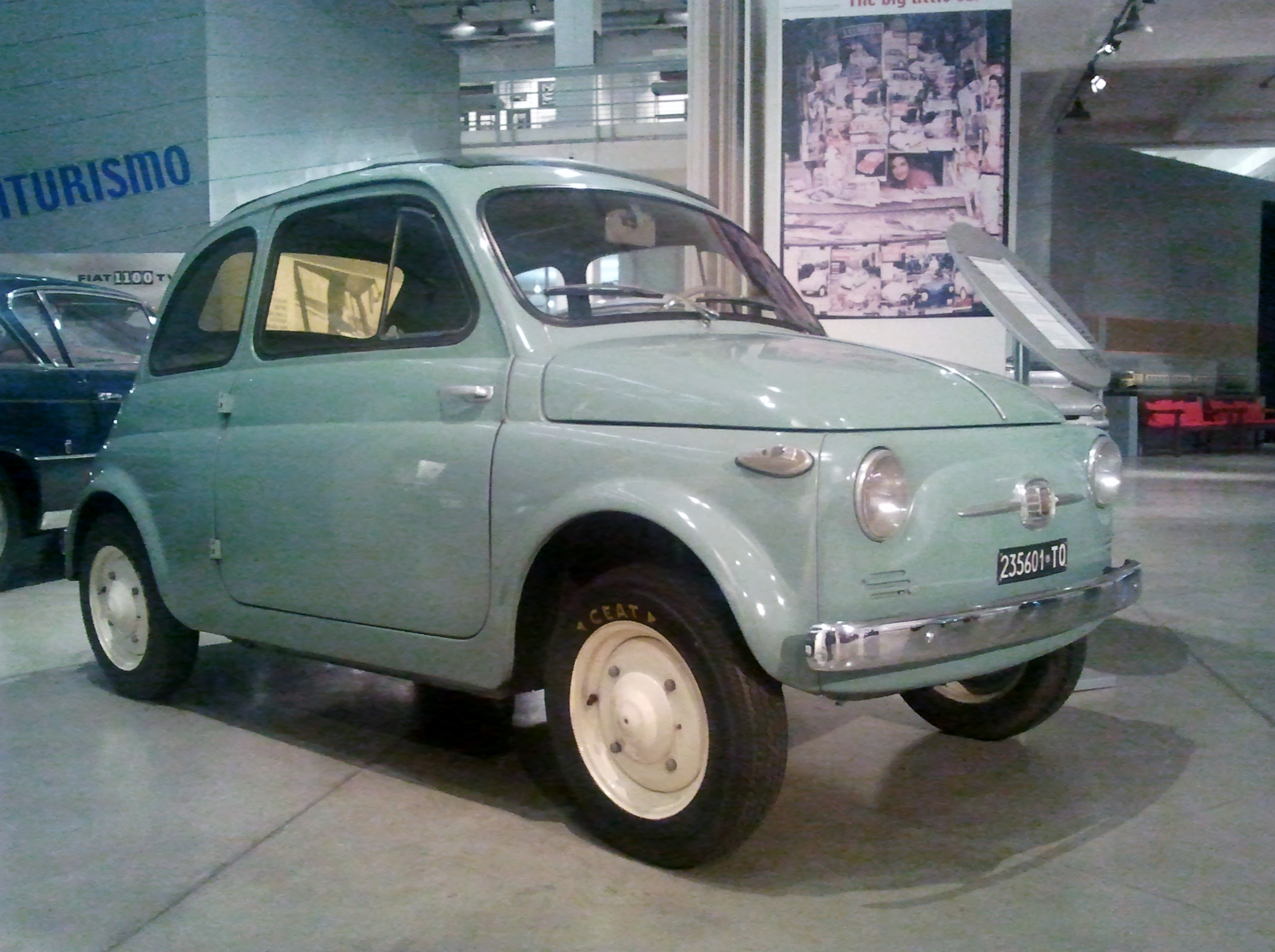
Um Nuova 500, como foi lançado em 1957, preservado no Centro Storico Fiat

O 500 apresenta um motor de dois cilindros em linha de 479 cc (500 cc nominal), daí o nome, produzindo apenas 13 cavalos de potência. Este modelo também apresenta um teto de tecido, dobrável para a traseira do veículo, como o de um Fiat 500 Topolino — em vez do design de teto posterior, que só se dobra até a metade ao longo do teto. O Nuova 500 é um dos três modelos com "portas suicidas".
Incluindo o modelo Sport, no total 181.036 exemplares do Nuova 500 foram produzidos de 1957 a 1960.

### Nuova 500 Sport (1958–1960)
Em meados de 1958, a Fiat apresentou o Nuova 500 Sport, com um motor mais potente e uma pintura em dois tons — branco com uma faixa vermelha ao longo dos flancos. Exclusivo para o Sport era um teto rígido todo em metal com três ranhuras longitudinais. Um modelo de teto com abertura curta foi adicionado um ano depois, em 1959.
Codificado como tipo 110.004, o motor de dois cilindros do 500 Sport foi ampliado para 499,5 cc dos 479 cc originais (diâmetro e curso agora 67,4 × 70 mm), dando-lhe uma potência muito respeitável com o mesmo bloco: 21,5 cv. A velocidade máxima era de mais de 105 km/h.

### 500 D (1960–1965)

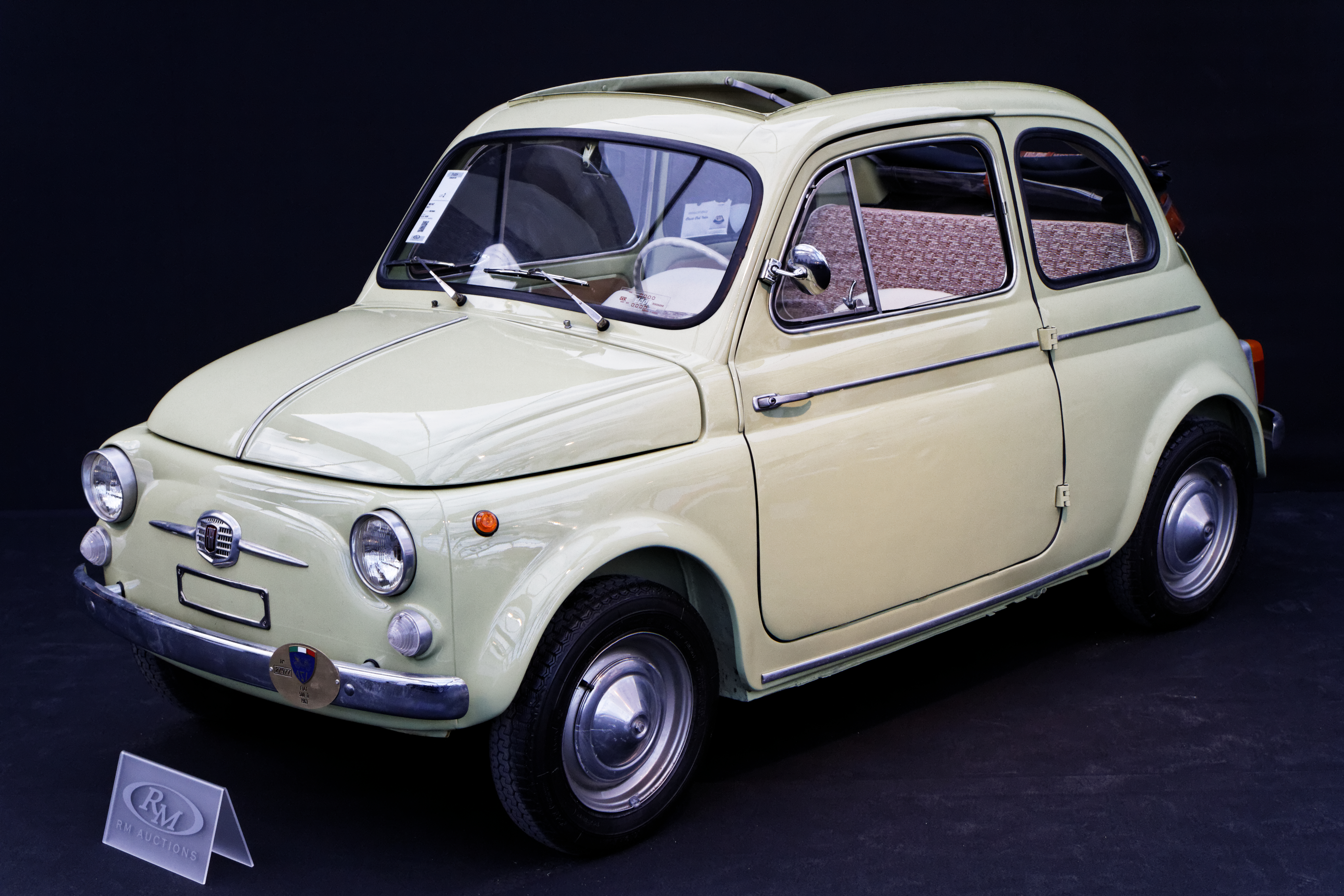
Fiat 500

Substituindo o Nuova original em 1960, o D parece muito semelhante ao Nuova, mas há duas diferenças principais. Uma é o tamanho do motor (o D apresenta um motor de 499 cc aprimorado produzindo 17 cv como padrão — esse motor é usado até o final do L em 1973) e a outra é o teto: o teto D padrão não dobra para trás tanto quanto o teto do Nuova, embora também estivesse disponível como o "Trasformabile" com o mesmo teto do Nuova. O D também apresenta "portas suicidas".
Na Nova Zelândia, onde foi montado localmente pela Torino Motors, o 500 D foi vendido como "Fiat Bambina" (italiano para "menina"), um nome que ainda é usado lá para descrever este carro.

### 500 Giardiniera (1960–1968)

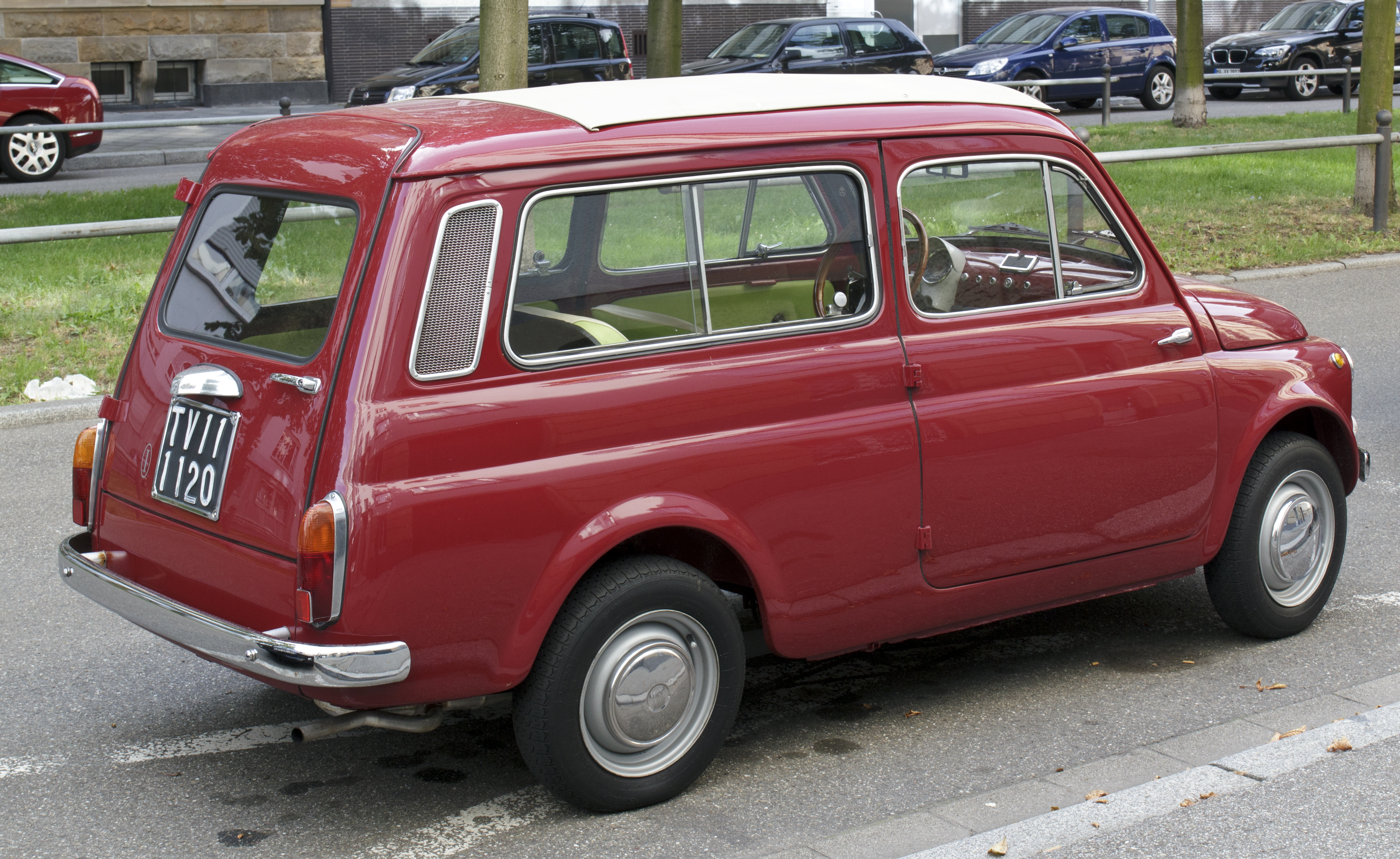
Fiat 500 Giardiniera

A versão perua 500 Giardiniera (500 K em alguns mercados) do Fiat 500 é o modelo que teve mais tempo de produção. O motor é colocado sob o assoalho do porta-malas para criar uma superfície de carga plana. O teto neste modelo também se estende até a traseira, não parando acima do motorista e do passageiro da frente como acontece em outros modelos do mesmo período. O Giardiniera também apresenta "portas suicidas" e foi o único modelo a continuar a usar esse tipo de porta na década de 1970. Em 1966, a produção foi transferida para Desio, onde o Giardiniera foi produzido pela subsidiária da Fiat Autobianchi sob sua marca de 1968 a 1977. Um total de 327.000 Giardinieras foram produzidos e, a partir de 1968, vendidos apenas como Autobianchi Giardiniera.

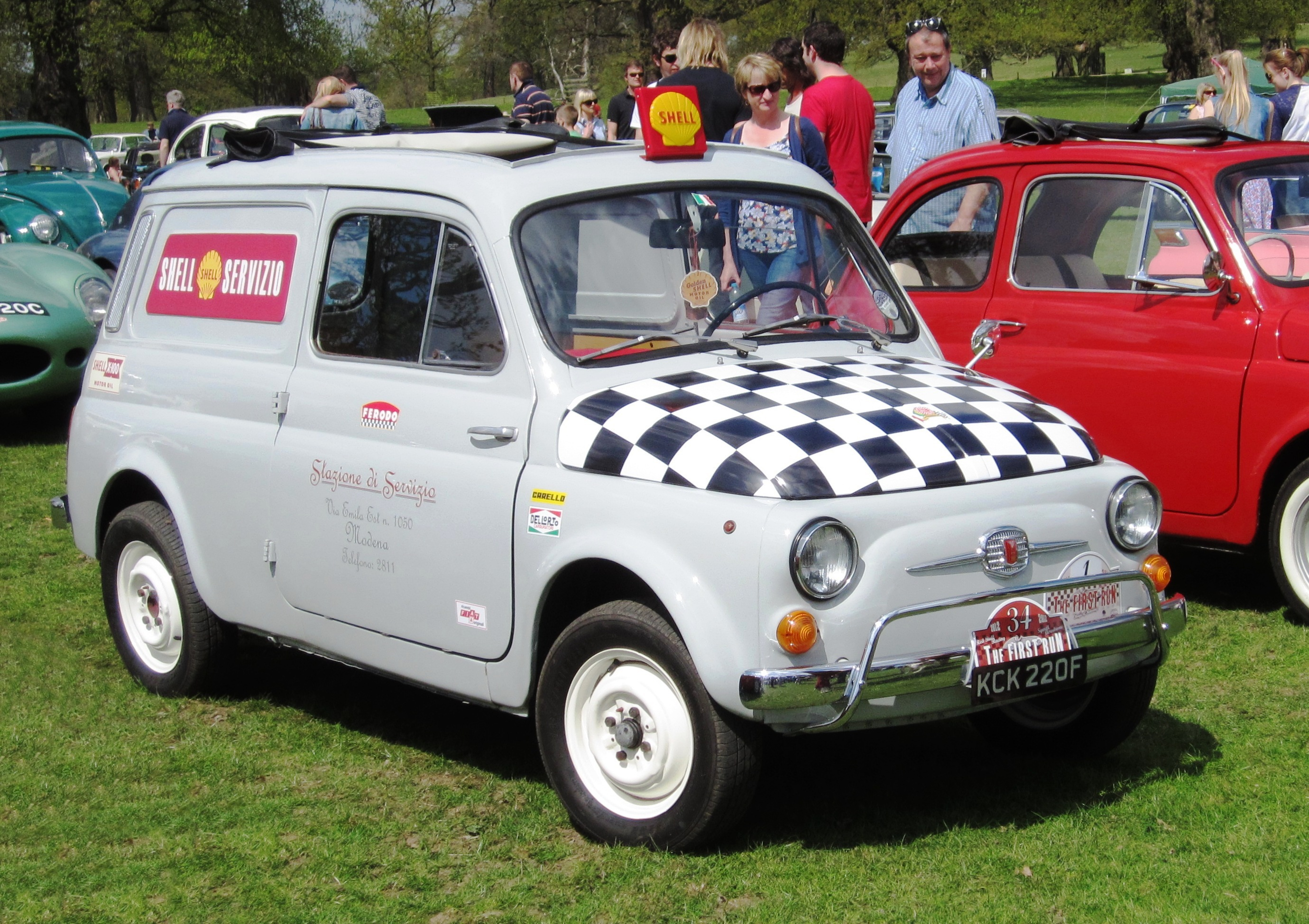
Fiat 500 Furgoncino

### 500 Furgoncino
Uma variante de furgão da Giardiniera (perua) foi oferecida como Furgoncino.

### 500 F ou Berlina (1965–1972)

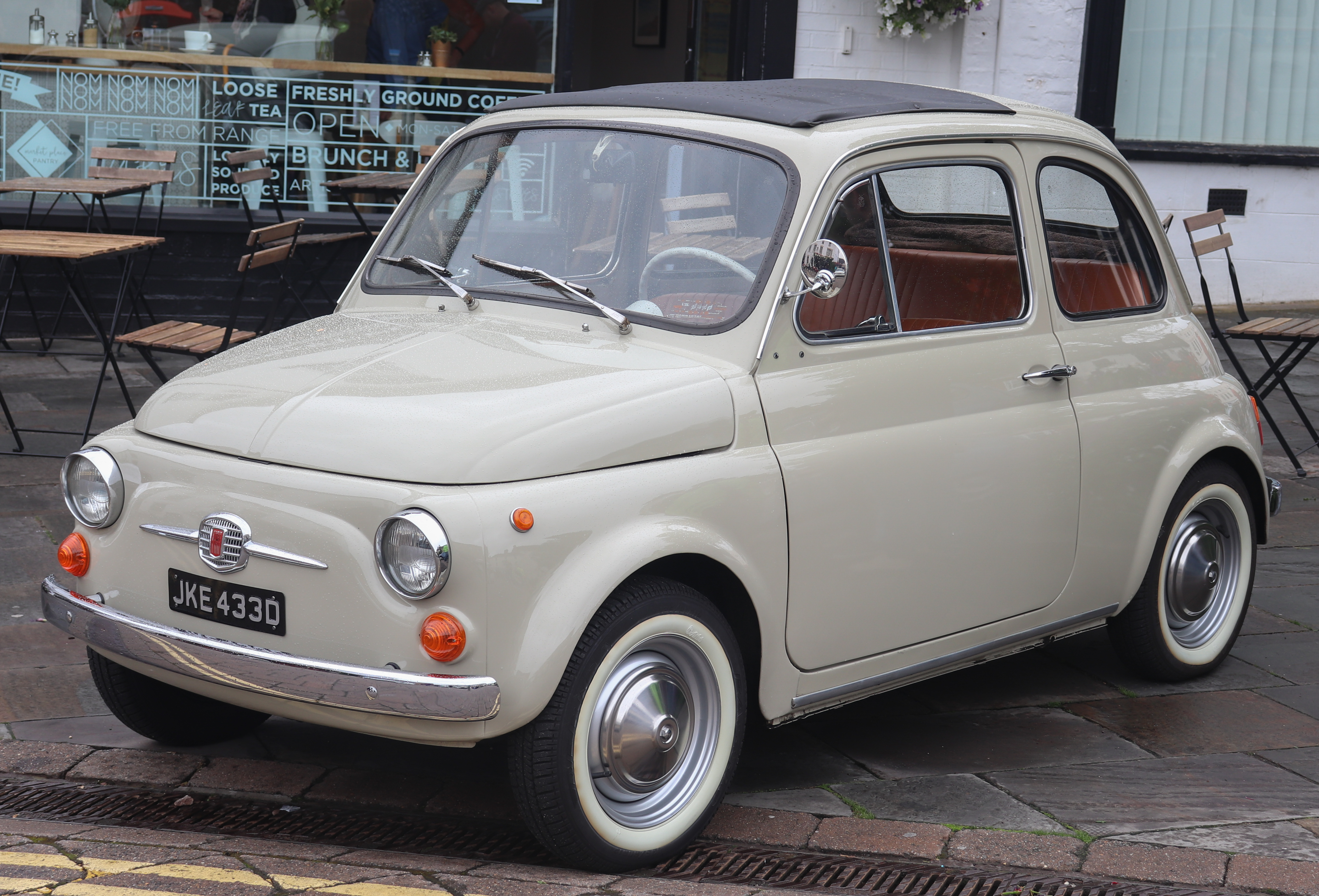
Fiat 500F

O F abrange dois períodos de produção do 500, o D e o L. Como tal, é o modelo mais frequentemente identificado incorretamente. Entre 1965 e 1969, o F carregou o mesmo emblema do D, mas os dois modelos são distinguíveis pelo posicionamento das dobradiças das portas. O D tem "portas suicidas": o F, produzido a partir de junho de 1965, finalmente apresentou portas com dobradiças dianteiras. Entre 1969 e 1972, o F foi vendido junto com o modelo Lusso como uma alternativa mais barata de "modelo básico". Embora o F e o L sejam mecanicamente muito semelhantes, as principais diferenças são os para-choques (o L tem uma barra de proteção cromada extra) e o interior (o interior do F é quase idêntico ao design original de 1957, enquanto o L ostenta um visual muito mais moderno).

### 500 L ouLusso(1968—1972)

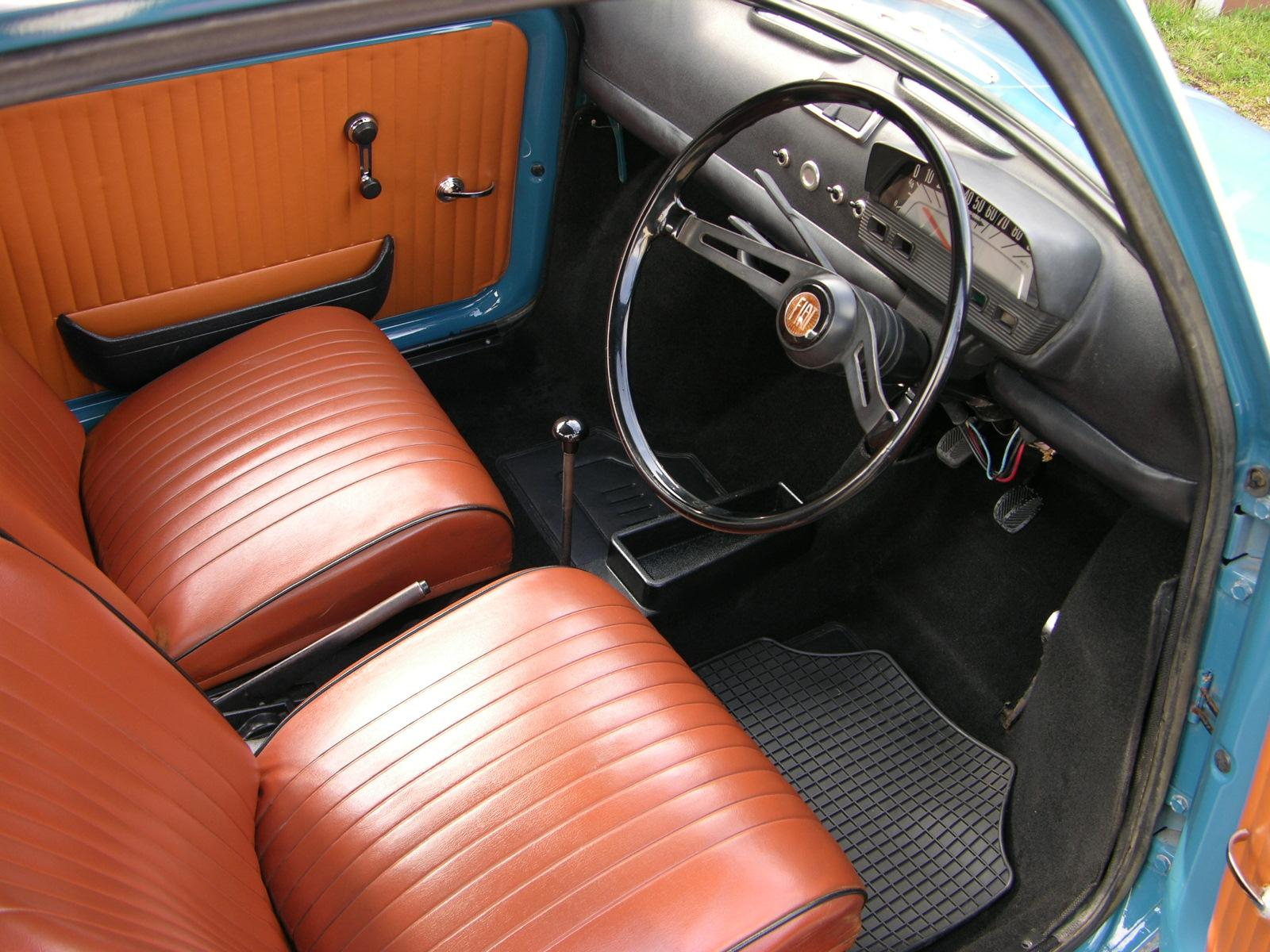
Interior do Fiat 500L

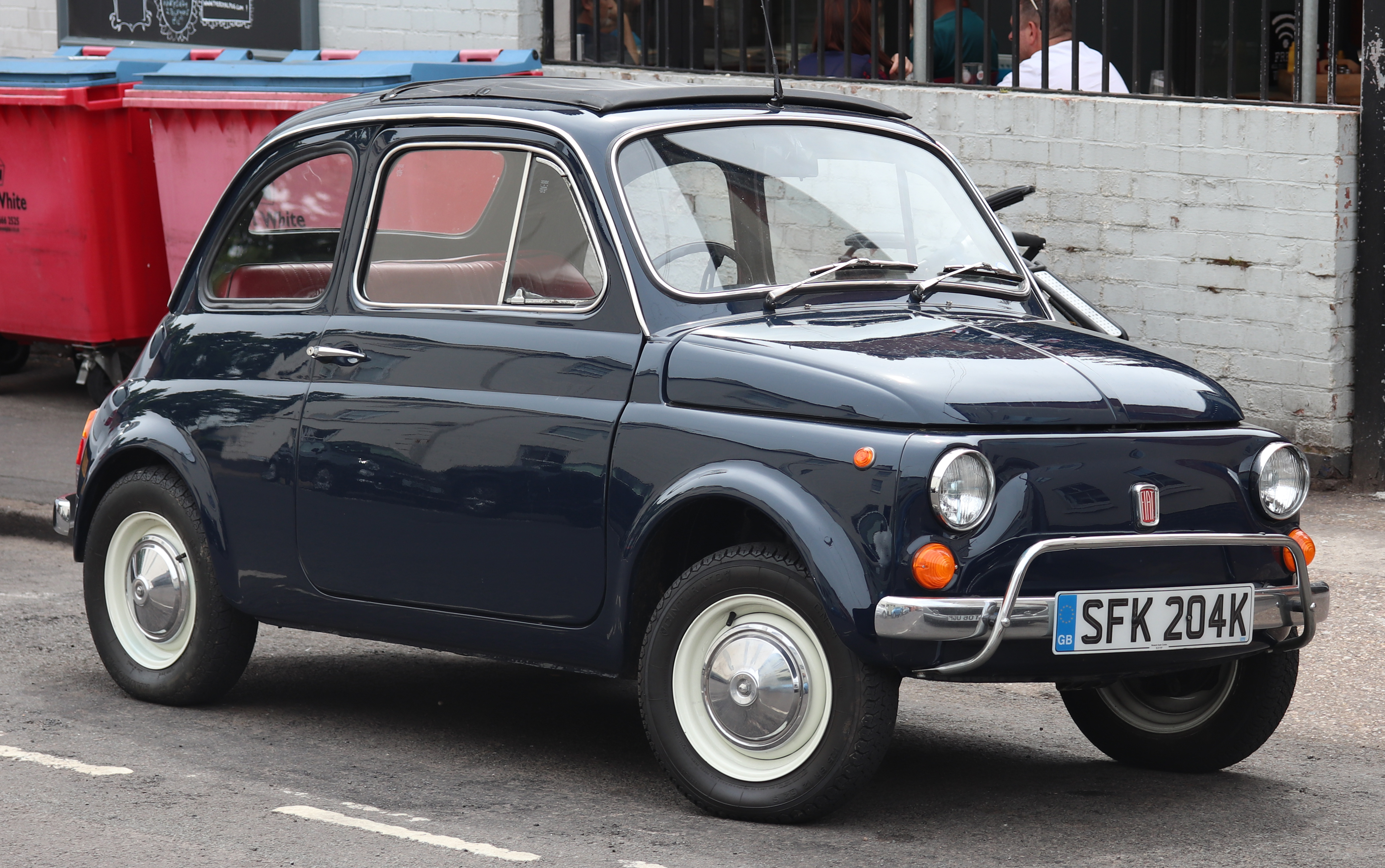
Fiat 500 L

Em setembro de 1968, a Fiat colocou à venda o 500 L ou Lusso (tipo 110 F/L), uma versão mais ricamente aparada e melhor equipada do 500 F padrão. O 500 L permaneceu à venda até 1972, quando o novo Fiat 126 foi introduzido.
Talvez a característica mais óbvia do 500 L fossem as proteções tubulares protegendo o para-choque dianteiro e os cantos do traseiro. Como resultado, o carro era cerca de 6 cm mais longo que o 500 F, com 3.025 mm. Outros itens externos específicos do modelo eram um novo emblema da Fiat na frente, calotas redesenhadas, molduras de plástico cromado cobrindo os trilhos de gotejamento do teto e acabamento brilhante ao redor do para-brisa e da janela traseira. O interior do painel era totalmente coberto com material plástico antirreflexo preto em vez de metal pintado e foi equipado com um novo bináculo de instrumentos trapezoidal substituindo o redondo usado em todos os outros modelos 500. O volante era de plástico preto com raios de metal. Os painéis das portas — estofados no mesmo couro sintético com padrão plissado usado nos assentos — carregavam maçanetas redesenhadas e realocadas e novos bolsos de porta. Mais espaço de armazenamento foi fornecido na forma de uma bandeja no túnel central, que, como o resto do piso, era coberto com carpete em vez de tapetes de borracha. Exceto pelos pneus radiais em vez de diagonais, do ponto de vista mecânico, o 500 L era idêntico ao contemporâneo 500 F.

### 500 R ouRinnovata(1972—1975)
A última encarnação do Fiat 500 foi o modelo R, ou "Rinnovata" (Renovado). Lançado junto com o novo Fiat 126 em novembro de 1972, ele tinha o mesmo motor de 594 cc do 126, no entanto, a classificação de potência é a mesma do L, mas em rpm mais baixo (4000 em vez de 4400) e com um pouco mais de torque; uma caixa de câmbio sincronizada completa ainda está faltando. O assoalho que era do 'L' ou, mais tarde, do novo 126. Também era mais confortável, mas mais simplesmente aparado e equipado do que antes — o medidor de combustível foi omitido e apenas o indicador de combustível baixo permaneceu. O 500 R também foi uma solução temporária para a Fiat antes do lançamento do Fiat 126 e, quando o novo 126 foi lançado, as vendas do antigo Fiat 500 R despencaram. Ele foi vendido junto com o Fiat 126 por mais três anos antes que a Fiat aposentasse o 500.

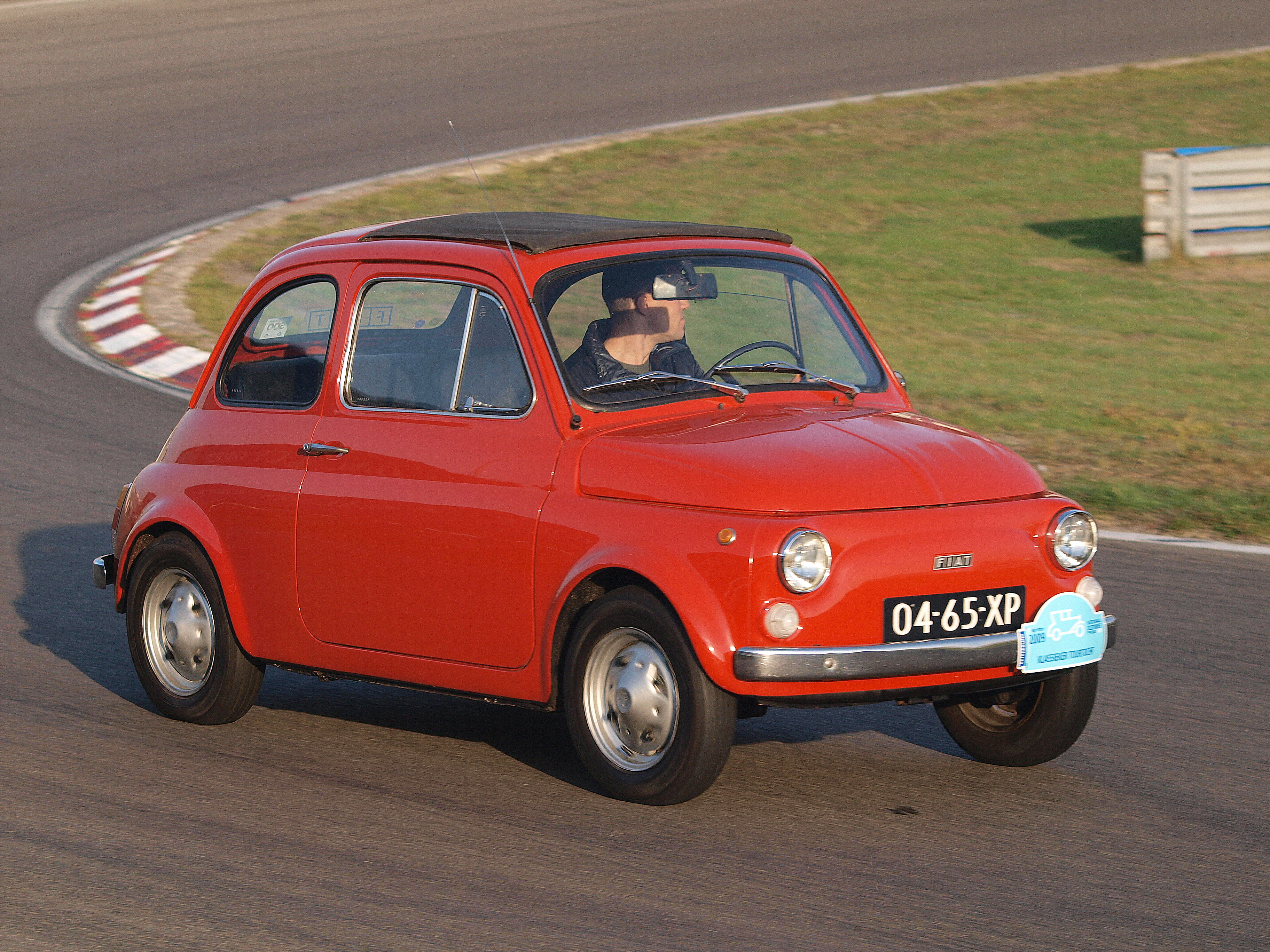
Fiat 500 R

### Fiat 500 America
Durante os anos em que o 500 foi produzido na Itália, a Fiat projetou e produziu uma versão do carro para o mercado dos EUA com faróis proeminentes (também usados no 500 Jolly americano). Cerca de 300 foram feitos entre 1958 e 1962.

### Derivados

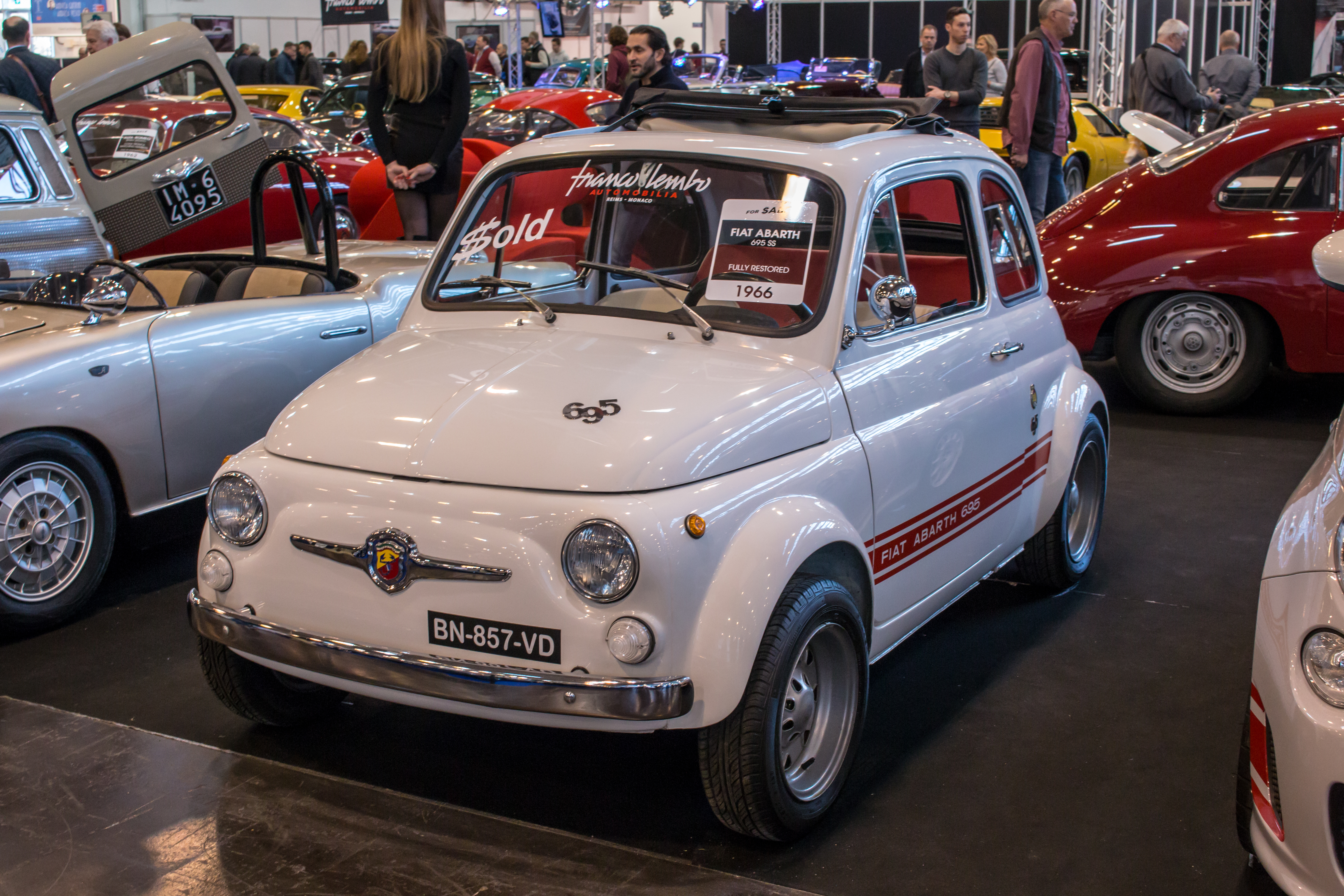
Fiat Abarth 695 SS

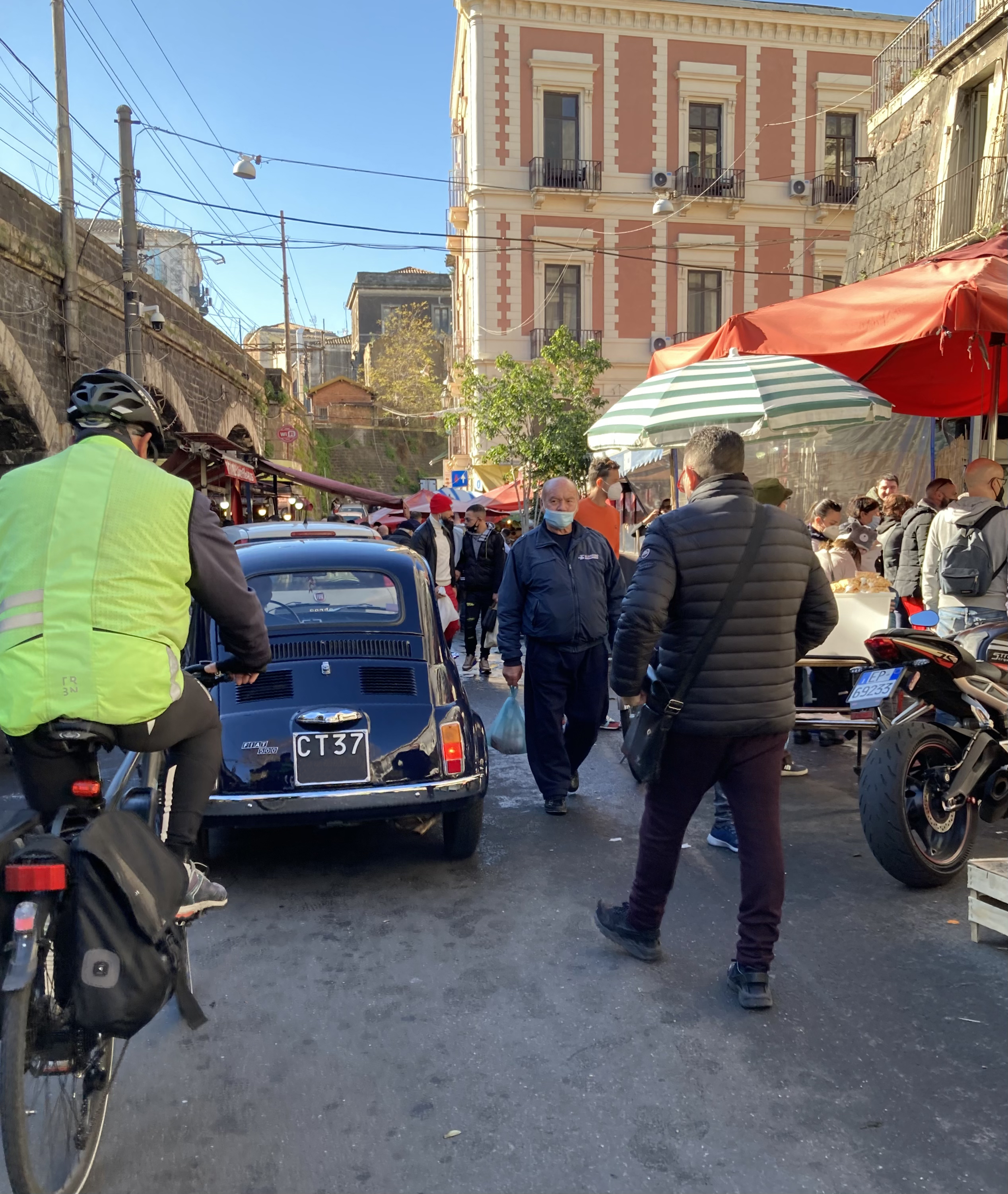
O Fiat 500 foi produzido para as ruas estreitas e movimentadas da Itália.

#### Abarth 695 SS (1964–1971)
De todos os modelos voltados para desempenho criados por Karl Abarth, mais tarde conhecido como Carlo Abarth, talvez o 695 esse esse seja a melhor representação da colaboração da empresa da marca escorpião com a Fiat. Cerca de 1.000 Fiat Abarth 695 SS foram produzidos e acredita-se que apenas 150 permaneçam.
A Abarth apresentou sua versão 695 SS em 1966, após a apresentação anterior em 1964. O layout de motor traseiro e tração traseira do Fiat 500 foi a base do projeto. Quando comparado à versão de produção do 500, esteticamente o 695 era virtualmente idêntico, exceto pelo logotipo, emblema na grade do radiador e o brasão em ambos os lados do carro. O 695 SS foi a única versão a apresentar arcos alargados e a necessidade de levantar a tampa do motor para estabilidade e refrigeração extras.
Como todos os Abarths, as diferenças são encontradas nas atualizações mecânicas que ajudaram a aumentar sua velocidade máxima para cerca de 140 km/h. O motor OHV de 2 cilindros em linha e 2 válvulas por cilindro, escapamento, cabeçote e molas de válvulas foram atualizados e pistões e eixo de comando especialmente projetados foram instalados. Ele tinha um diâmetro quadrado igual e relação de curso de 76 mm × 76 mm para uma cilindrada total de 689,5 cc (0,7 L) e o carburador original Solex 34PBIC único foi aumentado em tamanho com uma taxa de compressão de 9,8:1 desenvolvendo 38 cv a 5200 rpm e 57 N⋅m de torque a 4000 rpm.

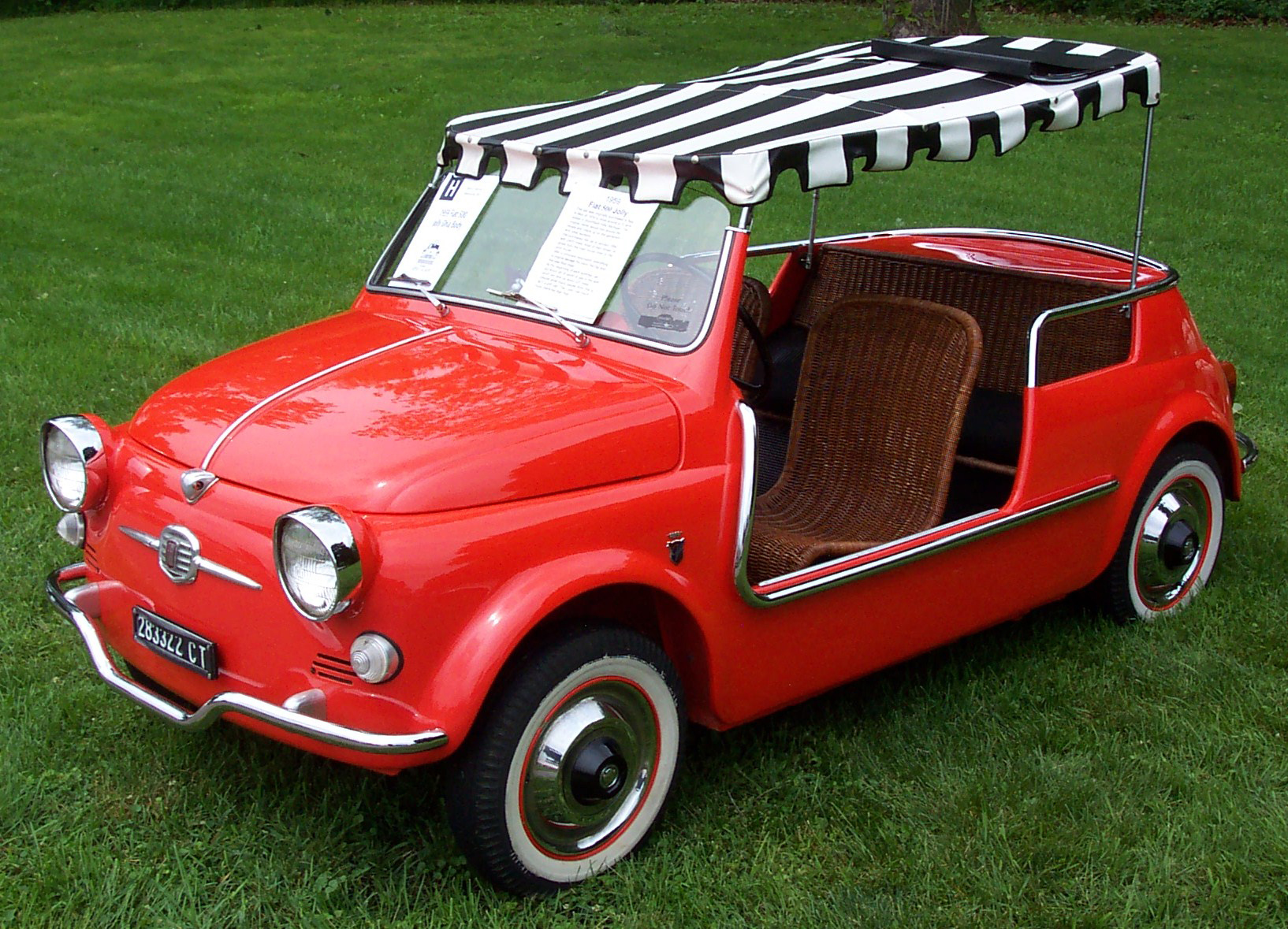
Fiat 500 Jolly pela Ghia, mercado americano

#### Fiat 500 Jolly Ghia
A Carrozzeria Ghia fabricou sob encomenda uma variante "Jolly" do 500, inspirada na edição limitada do Fiat 600 Jolly, e apresentando um design aberto, sem portas, com assentos de vime e um teto de tecido removível — semelhante em conceito ao Citroën Méhari, BMC Mini Moke e Volkswagen Typ 181.

## Fiat 500 2007
Anunciado pela primeira vez em maio de 2006, a Fiat apresentou um modelo 500 hatchback de três portas e quatro lugares totalmente novo em março de 2007 — cinquenta anos após a apresentação do primeiro Fiat 500. O design do Fiat 500 de 2007 é baseado no conceito Fiat Trepiùno de 2004.
O novo modelo apresenta um estilo retrô distinto — seguindo o padrão do Volkswagen New Beetle e do BMW MINI — como uma reinterpretação moderna do Fiat 500 original de 1957 com motor traseiro de Dante Giacosa. A produção começou em meados de 2007 nas instalações da Fiat em Tychy, na Polônia, e mais tarde em Toluca, no México. Várias versões de acabamento, equipamento e desempenho são oferecidas com um estilo de carroceria conversível disponível a partir de 2009.
O 500 também é oferecido no acabamento Abarth, com motor 1.4L Turbo Petrol, escapamento, suspensão e transmissão esportivas.
A plataforma do automóvel Fiat 500 é a base da segunda geração do Ford Ka.

## Curiosidades
O modelo é personagem nos filmes Carros 1 , 2 e 3, com o nome de Luigi.